# Corsicana
Corsicana ist die Bezirkshauptstadt und Sitz der Countyverwaltung (County Seat) des Navarro County im Bundesstaat Texas der Vereinigten Staaten. Das U.S. Census Bureau hat bei der Volkszählung 2020 eine Einwohnerzahl von 25.109 ermittelt.

## Geographie
Die Stadt liegt zentral im County im mittleren Osten von Texas und hat eine Gesamtfläche von 65,2 km².

## Geschichte
Gegründet wurde der Ort 1848 und benannt nach der Insel Korsika, dem Geburtsort der Eltern von José Antonio Navarro, einem Helden der texanischen Revolution nach dem das County benannt wurde.
Die erste öffentliche Schule wurde 1847 im ehemaligen Gerichtsgebäude, einem aus zwei Räumen bestehenden Blockhaus, eingerichtet. 1850 meldete die Stadt 1200 Einwohner, wovon 300 Sklaven waren. Die erste Zeitung, der Prairie Blade wurde 1855 herausgebracht. Der Bau der Houston and Texas Central Railroad im Jahr 1871 brachte einen wirtschaftlichen Aufschwung nach dem Anschluss an die Texas and St. Louis Railway in 1880 entwickelte die Stadt sich zum führenden Handels- und Frachtzentrum für die ganze Gegend und 1885 war die Einwohnerzahl auf rund 5000 gestiegen.
1894 führte der erste Fund von Öl in nennenswerter Menge westlich des Mississippi zum ersten Ölboom in Texas. 1897 wurde die erste Raffinerie gebaut und bereits ein Jahr später waren 287 Ölpumpen in Betrieb und 1900 hatte die Stadt über 9000 Einwohner.

## Demographie
Nach der Volkszählung im Jahr 2000 lebten hier 24.485 Menschen in 8.762 Haushalten und 5.966 Familien. Die Bevölkerungsdichte betrug 455,8 Einwohner pro km2. Ethnisch betrachtet setzte sich die Bevölkerung zusammen aus 59,28 % weißer Bevölkerung, 23,59 % Afroamerikanern, 0,49 % amerikanischen Ureinwohnern, 0,63 % Asiaten, 0,47 % Bewohnern aus dem pazifischen Inselraum und 13,64 % aus anderen ethnischen Gruppen. Etwa 1,91 % waren gemischter Abstammung und 22,47 % der Bevölkerung waren spanischer oder lateinamerikanischer Abstammung.
Von den 8.762 Haushalten hatten 34,2 % Kinder unter 18 Jahre, die im Haushalt lebten. 48,6 % davon waren verheiratete, zusammenlebende Paare. 15,0 % waren allein erziehende Mütter und 31,9 % waren keine Familien. 27,3 % aller Haushalte waren Singlehaushalte und in 13,7 % lebten Menschen, die 65 Jahre oder älter waren. Die Durchschnittshaushaltsgröße betrug 2,64 und die durchschnittliche Größe einer Familie belief sich auf 3,21 Personen.
27,3 % der Bevölkerung waren unter 18 Jahre alt, 12,6 % von 18 bis 24, 26,6 % von 25 bis 44, 18,6 % von 45 bis 64, und 15,0 % die 65 Jahre oder älter waren. Das Durchschnittsalter war 32 Jahre. Auf 100 weibliche Personen aller Altersgruppen kamen 94,2 männliche Personen. Auf 100 Frauen im Alter von 18 Jahren und darüber kamen 89,9 Männer.

Das jährliche Durchschnittseinkommen eines Haushalts betrug 27.203 USD, das Durchschnittseinkommen einer Familie 33.078 USD. Männer hatten ein Durchschnittseinkommen von 27.516 USD gegenüber den Frauen mit 19.844 USD. Das Prokopfeinkommen betrug 14.001 USD. 22,3 % der Bevölkerung und 17,4 % der Familien lebten unterhalb der Armutsgrenze. Davon waren 29,4 % Kinder und Jugendliche unter 18 Jahren und 15,1 % waren 65 oder älter.

## Söhne und Töchter der Stadt
- Luther Alexander Johnson (1875–1965), Jurist und Politiker, Mitglied im US-Repräsentantenhaus
- Beauford H. Jester (1893–1949), Politiker und von 1947 bis 1949 Gouverneur des Bundesstaates Texas
- Jacqueline Logan (1901–1983), Schauspielerin
- Joseph Franklin Wilson (1901–1968), Politiker, Mitglied im US-Repräsentantenhaus
- Mary Brian (1906–2002), Schauspielerin der Stummfilmzeit
- William Arnold Carter (1907–1996), Ingenieur, Generalmajor und Gouverneur der Panamakanalzone
- John Hardee (1918–1984), Tenorsaxophonist des Swing
- Buck Griffin (1923–2009), Country- und Rockabilly-Musiker
- Billy Jim Layton (1924–2004), Komponist
- James B. Adams (1926–2020), Regierungsbeamter
- Lefty Frizzell (1928–1975), Country-Sänger
- David Newman (1933–2009), Tenorsaxophonist im Jazz- und Bluesbereich
- Curtis Cokes (1937–2020), Boxer
- Billy Joe Shaver (1939–2020), Songwriter, Sänger, Schriftsteller und Schauspieler
- Hal M. Hornburg (* 1945), General der United States Air Force
- Aaron Allston (1960–2014), Schriftsteller
- Jenna Carpenter (* 1961), Mathematikerin und Hochschullehrerin
- Lezlie Deane (* 1964), Sängerin, Musikerin, Roller-Derby-Athletin und Schauspielerin
- Bobby Sparks (* 1973), Fusionmusiker
- Wesley Johnson (* 1987), Basketballspieler
- Louis Vasquez (* 1987), American-Football-Spieler
- Eddie Hassell (1990–2020), Filmschauspieler